# فاتح آرتمان
فاتح آرتمان (ترکی استانبولی: Fatih Artman؛ زادهٔ ۱۳ فوریهٔ ۱۹۸۸) هنرپیشه است. از فیلم‌هایی که او در آن‌ها حضور داشته می‌توان به  جینگوز رجایی و وطنم تویی اشاره کرد.